# Brusio
Brusio é uma comuna da Suíça, no Cantão Grisões, com cerca de 1.226 habitantes. Estende-se por uma área de 46,25 km², de densidade populacional de 27 hab/km². Confina com as seguintes comunas: Bianzone (IT - SO), Chiuro (IT-SO), Grosotto (IT-SO), Poschiavo, Teglio (IT-SO), Tirano (IT-SO), Vervio (IT-SO), Villa di Tirano (IT-SO).
A língua oficial nesta comuna é o Italiano.